# Ершов, Михаил Дмитриевич
Михаи́л Дми́триевич Ершо́в (1862—1919) — член Государственного совета по выборам, последний Воронежский губернатор.

## Биография
Из потомственных дворян Калужской губернии. Землевладелец Тульской и Калужской губерний (2308 и 1105 десятин).
В 1884 году окончил историко-филологический факультет Санкт-Петербургского университета со степенью кандидата. Изучал историю Востока у профессоров Васильевского и Ламанского.
По окончании университета три года служил в Азиатском департаменте Министерства иностранных дел. В 1888 году перешёл в Министерство народного просвещения делопроизводителем, в том же году был определён инспектором народных училищ Владимирской губернии. В 1893—1898 годах состоял чиновником особых поручений того же министерства. Дослужился до чина статского советника (1895).
Оставив государственную службу, занялся сельским хозяйством и земской деятельностью. Владел винокуренным заводом. Избирался гласным Богородицкого уездного и Тульского губернского земских собраний, а также гласным Калужского губернского земства. Состоял членом Богородицкой уездной земской управы (с 1895) и почётным мировым судьёй по Богородицкому уезду (с 1896). Кроме того, был попечителем Богородицкого сельскохозяйственного училища (с 1906).
Участвовал в кружке «Беседа» и земских съездах 1904—1905 годов. Был членом Союза 17 октября. Участвовал в съездах Объединённого дворянства в качестве уполномоченного тульского дворянства.
22 марта 1906 года избран членом Государственного совета от Тульского земства. Входил в правую группу, с начала 1908 года — в правый кружок группы центра. 7 марта 1909 года отказался от звания члена ГС. 13 ноября 1915 года назначен Воронежским губернатором. После Февральской революции был отстранён от должности, после чего уехал с семьёй в своё тульское имение.
Во время Гражданской войны был членом Союза земельных собственников и Правого центра (1918), участвовал в заседаниях Союза общественных деятелей (1918). В декабре 1918 года выехал в Полтаву.
Умер от сыпного тифа в 1919 году в Киеве.

## Семья
С 1896 года был женат на нижегородской помещице Александре Александровне Штевен (1865—1933), имел пятерых сыновей и двух дочерей. Александра Александровна скончалась в 1933 году в Москве. Сын Пётр стал видным театральным деятелем.